# Rujevina
Rujevina (lat. Cotinus), manji biljni rod iz porodice rujevki, kojemu pripada 7 priznatih vrsta uresnog grmlja i drveća.
Latinsko ime roda koristi još Plinije za jedan grm od kojeg se dobiva ljubičasta boja.
U Hrvatskoj je poznata obična rujevina ili obični ruj C. coggygria, ljekovita vrsta raširena po Europi i na istok sve do Kine. Rujevina je i otrovna, izaziva povraćanje i proljeve.

## Stanište
Rujevina je rasprostranjena na području južne Europe, zapadne i središnje Azije. Obično raste na sunčanim do polusvjetlim, toplim mjestima, na suhim tlima, u listopadnim šumama i šikarama sve do 1600 m nadmorske visine. Zbog dobro razgranatog korijena dobro veže tlo.

## Vrste
1. Cotinus carranzae Rzed. & Calderón
2. Cotinus chiangii (D.A.Young) Rzed. & Calderón
3. Cotinus coggygria Scop.
4. Cotinus kanaka (R.N.De) D.Chandra
5. Cotinus nanus W.W.Sm.
6. Cotinus obovatus Raf.
7. Cotinus szechuanensis Pénzes